# Monnaie de Denver
La Monnaie de Denver est une branche de la Monnaie des États-Unis qui a frappé ses premières pièces le 1er février 1906. Elle est toujours en activité et produit des pièces de monnaie destinées à la mise en circulation, ainsi que des séries de pièces et des pièces commémoratives. Les pièces produites à la Monnaie de Denver portent le différent « D » (à ne pas confondre avec la marque de la Monnaie de Dahlonega). C'est le plus grand producteur de pièces de monnaie au monde.

## Histoire

### Clark, Gruber & Co.

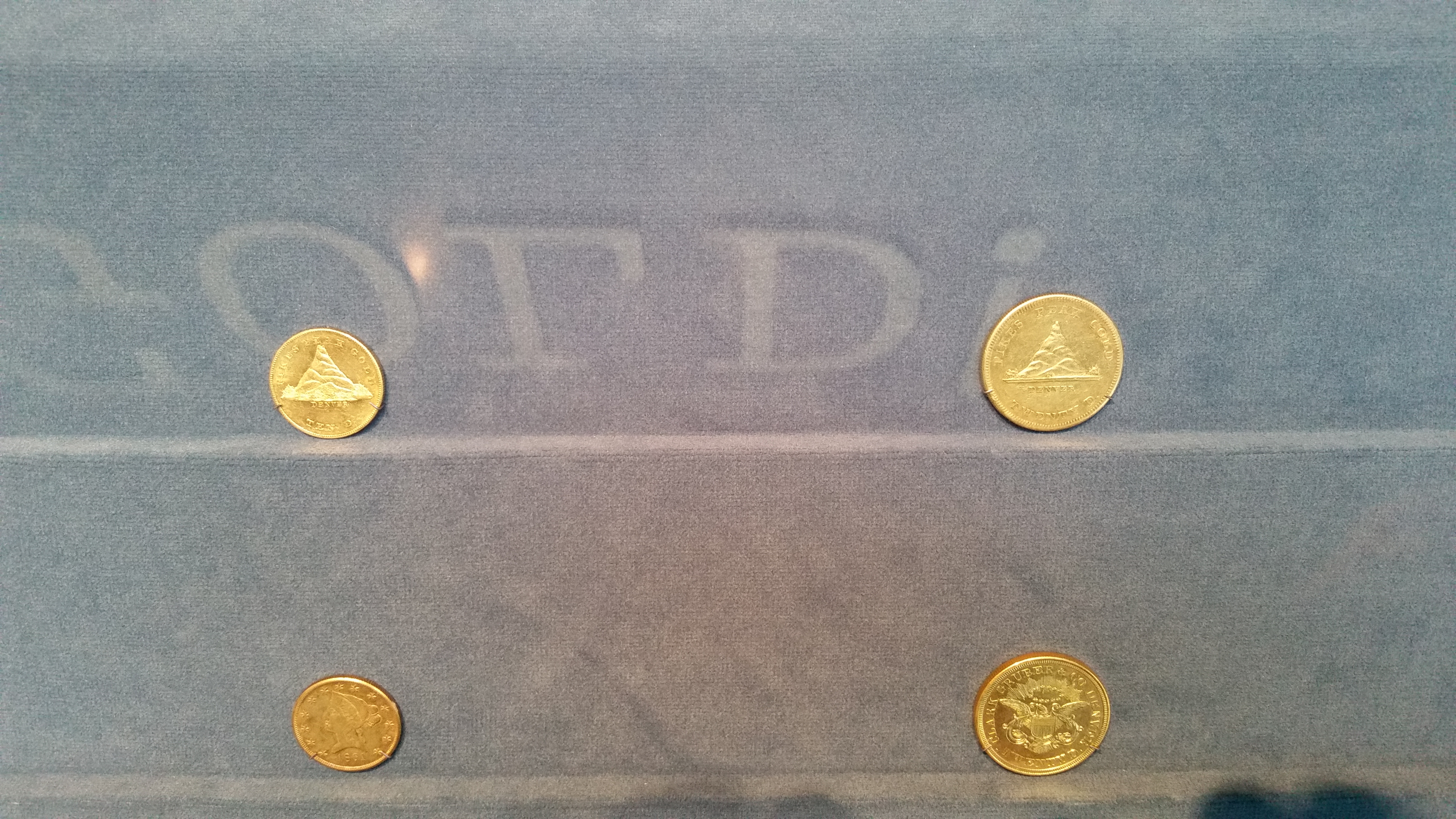
Les pièces d'or de Clark, Gruber & Company exposées au History Colorado Center - une paire de pièces de 10 dollars à gauche et de 20 dollars à droite, également appelées respectivement eagle et double eagle.

Les prédécesseurs de la Monnaie de Denver les hommes de Clark, Gruber and Company. Pendant la ruée vers l'or de Pikes Peak, ils inventent la poussière d'or apportée des champs d'or par les mineurs. En 1858, Austin M. Clark, Milton E. Clark et Emanuel Henry Gruber fondent une société de courtage à Leavenworth, au Kansas, puis établissent un bureau à Denver au début de la ruée vers l'or du Colorado. Désireux d'économiser sur les frais d'expédition et d'assurance liés à l'expédition de l'or vers l'est, la société ouvre un hôtel de la monnaie privé. Le 25 juillet 1860, il ouvre dans un bâtiment en brique de deux étages à l'angle de Market Street et de 16th Street, et frappe des pièces d'or de 10 dollars au rythme de quinze ou vingt pièces par minute. Sur l'avers, on trouve une représentation du pic Pikes, sa base entourée d'une forêt et Pikes Peak Gold encerclant le sommet. Immédiatement sous sa base se trouve le mot « Denver », et en dessous « Ten D. ». Au revers se trouve l'aigle américain entouré du nom de la société « Clark, Gruber & Co », et en dessous, la date, « 1860 ».
Une pièce d'or de 20 dollars est produite, « le poids sera plus important, mais la valeur sera identique à celle de la pièce américaine de même valeur ». Une pièce de 5 dollars et une de 2,5 dollars en or sont ajoutées, la production atteignant 18 000 dollars par semaine. Sur le revers, on peut voir la tête de la déesse de la Liberté entourée de treize étoiles, avec « Clark & Company » dans le diadème. « Pikes's Peak Gold, Denver » se trouve sur l'avers, avec « 5D. » ou « 2 1/2 D. ».
En presque trois ans d'activité, ils frappent pour 594 305 dollars de Pike's Peak Gold sous forme de pièces d'or. En outre, ils achètent 77 000 onces troy d'or brut et expédient de grandes quantités de poussière d'or à la Monnaie de Philadelphie. Le bâtiment, le matériel d'analyse et de frappe de la monnaie sont officiellement achetés par le Trésor américain en avril 1863. Clark, Gruber & Co. est restée une banque jusqu'à son rachat par la First National Bank of Denver en 1865.

### Loi du Congrès de 1862

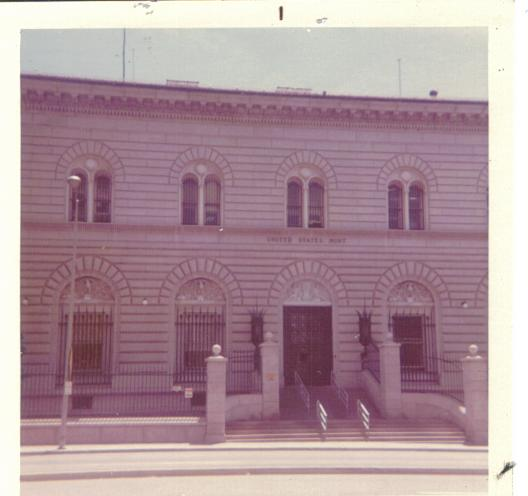
La Monnaie de Denver en 1972.

Créée par une loi du Congrès le 21 avril 1862, la Monnaie de Denver ouvre ses portes à la fin de 1863 en tant que bureau d'analyse (en) des États-Unis. Les opérations commencent dans les locaux de Clark, Gruber and Company, situés au coin de la 16e rue et de la Market Street, et acquis par le gouvernement pour 25 000 dollars, pour qu'elle puisse simplement commencer à frapper sur place.
Contrairement à Clark, Gruber and Company, l'usine de Denver n'effectue pas de frappe de monnaie d'or comme prévu : l'une des raisons invoquées par le directeur de la Monnaie pour expliquer le manque de pièces à Denver était « ...l'hostilité des tribus indiennes le long des routes, sans doute provoquée par les émissaires rebelles (il y avait une guerre civile) et les mauvais hommes blancs ».
L'or et les pépites apportés par les mineurs des environs sont acceptés par le bureau d'analyse pour la fonte, l'analyse et l'estampage des lingots d'or coulés. Les lingots sont ensuite retournés aux déposants, estampillés avec le poids et la finesse de l'or. La plupart de l'or provient des riches filons d'or placérien trouvés dans les cours d'eau et découverts pour la première fois en 1858, la même année que la fondation de Denver.
Lorsque les réserves d'or des cours d'eau sont épuisées, l'accent est mis sur l'exploitation de filons, qui permettent de découvrir des veines de minerai à forte teneur en or et en argent. En 1859, la valeur annuelle de l'or et de l'argent déposés au bureau d'analyse dépasse les 5,6 millions de dollars. Au cours des premières années de son existence, l'usine de Denver est la structure la plus importante de la ville.
Le Trésor américain ne développe pas ses opérations de fonte et d'affinage au même rythme que la découverte et la production d'or. En 1872, un groupe d'hommes d'affaires dirigé par le juge Hiram Bond (en) (anciennement l'un des plus grands courtiers de la bourse de l'or (en) de New York), Joseph Miner et le maire de Denver, Joseph E. Bates, créent une société, Denver Smelting and Refining Works, qui construit une usine complémentaire indépendante qui transforme le minerai en lingots, qui sont ensuite analysés, pesés et estampillés par la Monnaie de Denver.
Un nouvel espoir est suscité par la création d'une succursale de la Monnaie lorsque le Congrès prévoit la création d'une Monnaie à Denver pour la production de pièces d'or et d'argent. Le 22 avril 1896, le site de la nouvelle monnaie, situé dans les rues West Colfax et Delaware, est acheté pour environ 60 000 dollars. La construction commence en 1897.
Les crédits alloués pour achever et équiper l'usine sont insuffisants, et le transfert des opérations d'analyse dans le nouveau bâtiment est reporté au 1er septembre 1904. Les opérations de monnayage commencent finalement le 1er février 1906, faisant passer le statut de l'établissement de Denver à celui de succursale de la Monnaie des États-Unis. En outre, avant que la nouvelle machinerie qui doit être utilisée à la Monnaie ne soit installée pour être utilisée, elle est d'abord envoyée à l'exposition de St. Louis de 1904 pour être exposée. Les pièces d'argent sont frappées à Denver pour la première fois en 1906. Au cours de la première année, 167 millions de pièces sont produites, dont des pièces de 20 dollars en or (double eagle), de 10 dollars en or également (eagle), de 5 dollars, toujours en or (half eagle) et diverses dénominations de pièces d'argent.